# Asco

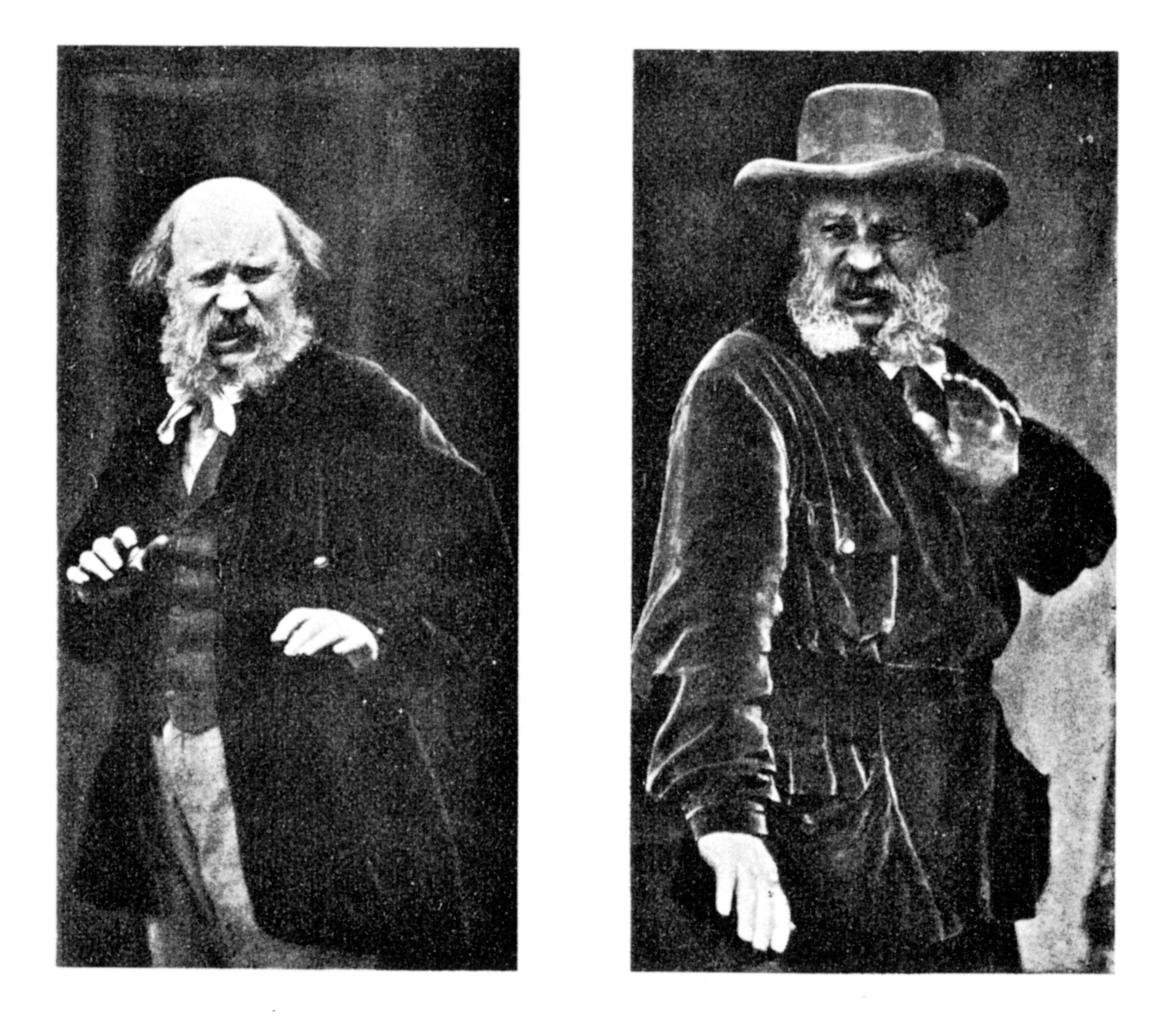
Mímica del asco. Ilustración del libro La expresión de las emociones en el hombre y en los animales, de Charles Darwin (1872).

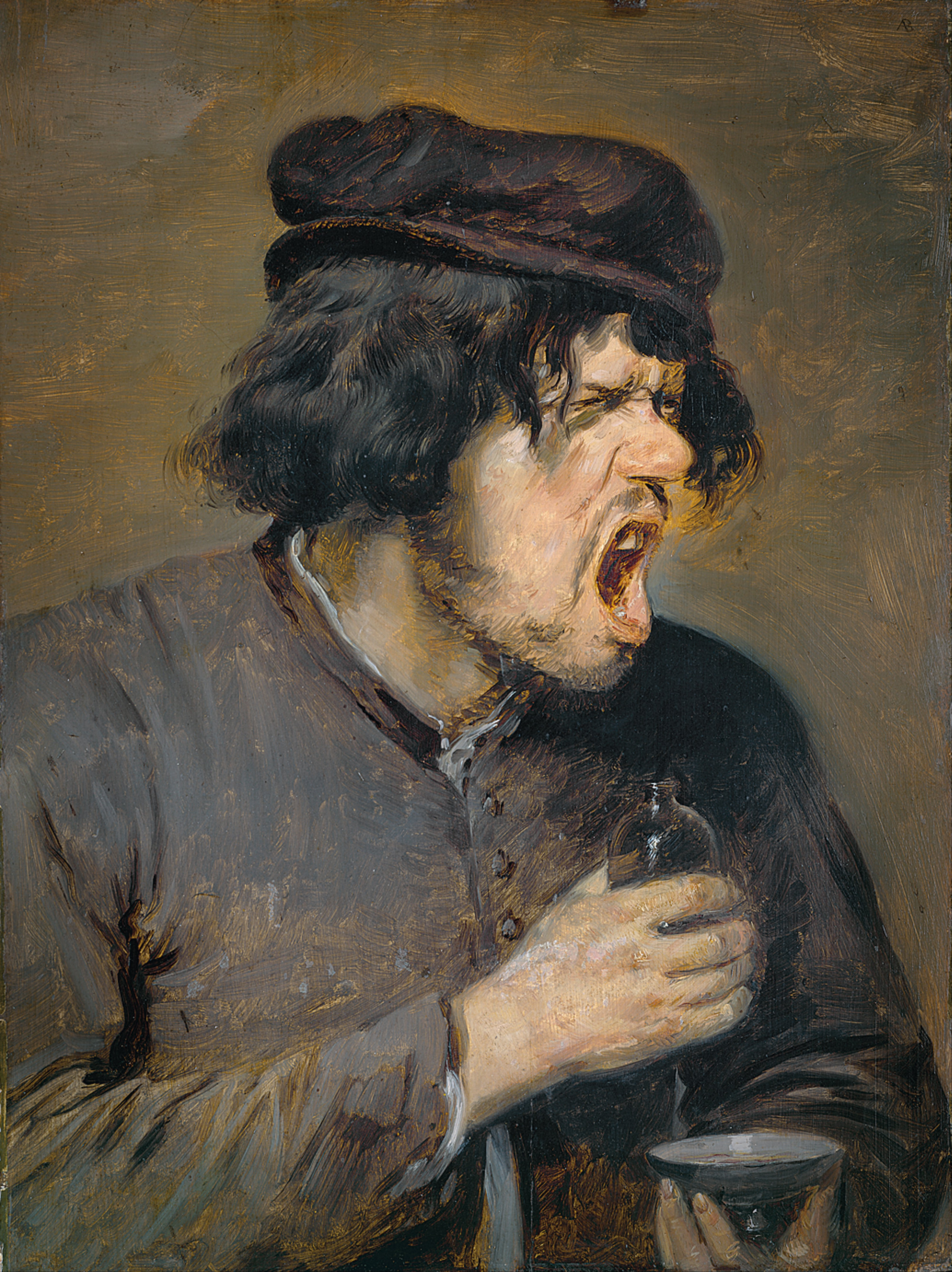
Adriaen Brouwer: La bebida amarga, 1630–1640.

Asco es la denominación de la emoción de fuerte desagrado y disgusto hacia algo, como determinados alimentos, excrementos, materiales orgánicos podridos o sus olores, que nos produce la necesidad de expulsar violentamente el contenido del estómago a través de la boca. A diferencia de otras formas menores de rechazo, el asco se expresa mediante violentas reacciones corporales como náuseas, vómitos, sudores y descenso de la presión sanguínea.
Las personas musicalmente sensibles pueden incluso sentir disgusto por la cacofonía de los sonidos inarmónicos. La investigación ha demostrado continuamente una relación entre el asco y los trastornos de ansiedad como la aracnofobia, la fobia de tipo sangre-inyección-lesión y el trastorno obsesivo-compulsivo relacionado con el miedo a la contaminación (también conocido como TOC).
La repugnancia es una de las emociones básicas de la teoría de las emociones de Robert Plutchik, y ha sido estudiada extensamente por Paul Rozin. Invoca una expresión facial característica, una de las seis expresiones faciales universales de emoción de Paul Ekman. A diferencia de las emociones de miedo, ira y tristeza, el asco se asocia con una disminución del ritmo cardíaco.

## Origen del asco
El asco se origina en las amígdalas cerebrales, que pertenecen al sistema límbico, donde se procesan también otras emociones. La activación de estas áreas por el asco ha sido demostrada experimentalmente. La capacidad de sentir asco es innata. Se ha comprobado que los niños pequeños no sienten asco hacia sustancias, objetos u olores; se pueden meter por ejemplo excrementos, insectos o lombrices en la boca. Ocasionalmente, los neonatos reaccionan con gestos faciales a los líquidos de sabor amargo, aunque la mayoría de los científicos no interpretan esta reacción como asco, sino como aversión gustativa innata, así como la preferencia por el sabor dulce es también innata. A diferencia de los adultos, que reaccionan con asco frente a olores como los de excrementos o el sudor, los niños no manifiestan esta reacción hasta los tres años.
Una corriente de investigación se basa en que la capacidad de sentir asco es genética, sin embargo el objeto del asco es variable y viene determinado por la cultura. La biología evolutiva considera que tiene sentido sobre todo con respecto a la alimentación, pues las fuentes de alimentos no son idénticas en cada cultura y con el transcurso de la evolución cambian sin cesar. Los productos animales son los que tienen mayor potencial de provocar asco en todo el mundo, a diferencia de las plantas y los objetos inanimados.
Se puede considerar que hay tres entidades que son determinantes para definir qué cosas se consideran repugnantes para una persona sobre todo en la época de  infancia , la primera es la familia, la segunda la sociedad y en tercer lugar están los institutos de educación.
La repugnancia  es un sentimiento que se puede adquirir desde la infancia; un ejemplo de esto es el momento en que el niño hace sus necesidades, pero el sentido que se le da a esta palabra es mayormente influido por la sociedad. 
La repugnancia es altamente ligada con  la contaminación (heces, cadáveres, excrecencias del cuerpo, entre otras) y la impureza , estas dos anteriores nos recuerdan que somos animales y mortales por lo tanto nos generan miedos, así lo comprueban especialistas en psicología experimental "La repugnancia representa un rechazo a la contaminación que producen los objetos que evidencian nuestro propio animal y mortal y, por lo tanto, nuestra importancia ante los asuntos clave de la vida". en efecto dichos especialistas coinciden en que, al distanciarnos de esos productos, en realidad estamos tramitando la angustia que nos genera tener o ser productos de desecho, es decir animales y mortales.
Los padres de familia quieren relacionar inicialmente el concepto de repugnancia a algo peligroso pero no necesariamente todas las cosas peligrosas son repugnantes, así que cuando al niño se le crea con este concepto inicial sin una explicación adecuada o crece bajo un régimen de superioridad o inferioridad el término de repugnancia puede variar.
Gracias a la sociedad adulta que rodea a los niños, el narcisismo comienza a crecer en los niños cuando  el mal olor, la suciedad y viscosidad se  relacionan con un grupo de personas o sobre un grupo social específico dándoles un rango de inferioridad como se ha evidenciado a lo largo de la historia en grupos como los judíos, afroamericanos, mujeres, homosexuales, pobres, entre otros y la primera reacción de los niños frente a estos comportamientos narcisistas que tiene la sociedad es evitar el contacto con cualquiera de estos grupos  o con las cosas que toquen puesto que el concepto que han desarrollado en sus mentes es que estas cosas o personas están contaminadas.
En todo el mundo se da una misma manifestación del asco: la nariz se arruga y los labios superiores se elevan, mientras que las comisuras descienden. Cuando el asco es muy fuerte, la lengua sale de la boca ligeramente. Desde el punto de vista fisiológico se produce un reflejo facial, salivación, náusea y en casos extremos caída de la presión sanguínea y desmayos. La sensación de asco es distinta para cada individuo. Es posible reprimir o superar el asco. Por ejemplo en el ejercicio de la medicina o en el sector fúnebre esta superación juega un papel importante, aunque hay grandes diferencias entre individuos.
No se sabe con seguridad qué función evolutiva cumple el asco. Algunos científicos como Paul Rozin sostienen que el origen de la emoción radica en una reacción defensiva contra determinadas sustancias incomestibles. La psicóloga Anne Schienle supone que el asco junto a los reflejos faciales, se originan, y por lo tanto sirven, para evitar la aceptación de alimentos no comestibles o nocivos. 
En todo el mundo las cosas consideradas más asquerosas son los cadáveres, las heridas abiertas, los desechos corporales como las heces, la orina, el esputo verde, el vómito (quimo) o el pus, el olor de los alimentos podridos y determinados animales como gusanos, cucarachas o formas en desarrollo como las larvas y orugas. Las peculiaridades de la sensación para cada cosa difieren en diferentes culturas y en opinión de los expertos en ciencias sociales en Europa en épocas anteriores era menos pronunciada que actualmente. También algunos consideran asquerosos: el flujo menstrual, las secreciones vaginales, el moco nasal y la saliva.  
La reacción de asco está presente en los animales, reaccionan considerablemente ante experiencias gustativas desagradables, y la mayoría de especies lo hace mediante reflejos faciales o incluso mediante vómitos, como los humanos. Como muchos humanos, también si tienen náuseas tras probar determinados alimentos pueden desarrollar una aversión permanente a ese alimento. Se observó un efecto similar en lobos: en él un hombre preparó una carne de cordero que les provocó fuertes náuseas. A partir de entonces esos lobos huían a la vista de las ovejas o mostraban actitud de sometimiento. Los investigadores interpretaron estas señales como síntomas de asco.

## Moralidad
Aunque en un principio se pensó que el asco motivaba a los seres humanos sólo ante los contaminantes físicos, desde entonces se ha aplicado también a los contaminantes morales y sociales. Las similitudes entre estos tipos de asco pueden verse especialmente en la forma en que las personas reaccionan ante los contaminantes. Por ejemplo, si alguien tropieza con un charco de vómito, hará todo lo posible por poner la mayor distancia posible entre él y el vómito, lo que puede incluir pellizcarse la nariz, cerrar los ojos o salir corriendo. Del mismo modo, cuando un grupo experimenta a alguien que engaña, viola o asesina a otro miembro del grupo, su reacción es rechazar o expulsar a esa persona del grupo.
Podría decirse que existe una construcción de la emoción del asco completamente distinta del asco central que puede verse en las emociones básicas de Ekman. El asco socio-moral se produce cuando los límites sociales o morales parecen ser violados, el aspecto socio-moral se centra en las violaciones humanas de la autonomía y la dignidad de los demás (por ejemplo, racismo, hipocresía, deslealtad). El asco sociomoral es diferente del asco central. En el estudio de 2006 realizado por Simpson y sus colegas, se encontró una divergencia en las respuestas de asco entre los elicitores del núcleo del asco y los elicitores sociomorales del asco, lo que sugiere que la composición del núcleo y el asco sociomoral pueden ser diferentes constructos emocionales.
Los estudios han descubierto que se sabe que el asco predice el prejuicio y la discriminación. A través de tareas de visión pasiva y resonancia magnética funcional los investigadores fueron capaces de proporcionar pruebas directas de que la ínsula está implicada en gran medida en la percepción racialmente sesgada del asco facial a través de dos vías neuronales distintas: la amígdala y la ínsula, ambas áreas del cerebro que se ocupan del procesamiento de las emociones. Se encontró que el prejuicio racial provocaba expresiones faciales de asco. El asco también puede predecir el prejuicio y la discriminación hacia las personas con obesidad. Vertanian, Trewartha y Vanman (2016) mostraron a los participantes fotos de personas obesas y no obesas realizando actividades cotidianas. Descubrieron que, en comparación con las personas no obesas, los objetivos obesos provocaban más asco, más actitudes negativas y estereotipos, y un mayor deseo de distancia social por parte de los participantes.
Jones y Fitness (2008) acuñaron el término "hipervigilancia moral" para describir el fenómeno de que los individuos propensos al asco físico también son propensos al asco moral. La relación entre el asco físico y el asco moral puede observarse en Estados Unidos, donde los delincuentes suelen ser calificados de "basura" o "escoria" y la actividad delictiva de "apestosa" o "sospechosa". Además, la gente suele intentar bloquear los estímulos de las imágenes moralmente repulsivas del mismo modo que bloquearían los estímulos de una imagen físicamente repulsiva. Cuando la gente ve una imagen de abuso, violación o asesinato, a menudo aparta la mirada para inhibir los estímulos visuales entrantes de la fotografía, igual que harían si vieran un cuerpo en descomposición.
Los juicios morales pueden definirse o pensarse tradicionalmente como dirigidos por normas como la imparcialidad y el respeto hacia los demás por su bienestar. A partir de información teórica y empírica más reciente, se puede sugerir que la moralidad puede estar guiada por procesos afectivos básicos. Jonathan Haidt propuso que los juicios instantáneos sobre la moralidad se experimentan como un "destello de intuición" y que estas percepciones afectivas operan de forma rápida, asociativa y fuera de la conciencia. A partir de esto, se cree que las intuiciones morales se estimulan antes que las cogniciones morales conscientes, lo que correlaciona con tener una mayor influencia en los juicios morales.
Las investigaciones sugieren que la experiencia del asco puede alterar los juicios morales. Muchos estudios se han centrado en el cambio medio en el comportamiento de los participantes, y algunos estudios indican que los estímulos de asco intensifican la gravedad de los juicios morales. Estudios posteriores hallaron el efecto contrario, y algunos estudios han sugerido que el efecto medio del asco en los juicios morales es pequeño o inexistente.  Para conciliar potencialmente estos efectos, un estudio indicó que la dirección y el tamaño del efecto de los estímulos de repugnancia sobre el juicio moral dependen de la sensibilidad individual a la repugnancia.
El efecto también parece limitarse a cierto aspecto de la moralidad. Horberg et al. descubrieron que el asco desempeña un papel en el desarrollo y la intensificación de los juicios morales sobre la pureza en particular. En otras palabras, el sentimiento de asco se asocia a menudo con la sensación de que se ha violado alguna imagen de lo que es puro. Por ejemplo, un vegetariano puede sentir asco después de ver a otra persona comiendo carne porque él/ella tiene una visión del vegetarianismo como el estado-de-ser puro. Cuando se viola este estado del ser, el vegetariano siente asco. Además, el asco parece estar asociado únicamente con los juicios de pureza, no con lo que es justo/injusto o lo que es perjudicial/causante, mientras que otras emociones como el miedo, la ira y la tristeza "no están relacionadas con los juicios morales de pureza".
Algunas otras investigaciones sugieren que el nivel de sensibilidad al asco de un individuo se debe a su experiencia particular de asco. La sensibilidad al asco puede ser alta o baja. Cuanto mayor es la sensibilidad al asco, mayor es la tendencia a hacer juicios morales más estrictos. La sensibilidad al asco también puede relacionarse con diversos aspectos de los valores morales, que pueden tener un impacto negativo o positivo. Por ejemplo, la sensibilidad al asco se asocia con la hipervigilancia moral, lo que significa que las personas que tienen una mayor sensibilidad al asco son más propensas a pensar que otras personas sospechosas de un delito son más culpables. También los asocian como moralmente malvados y criminales, lo que les hace merecedores de un castigo más severo en un tribunal. El asco también se teoriza como una emoción evaluativa que puede controlar el comportamiento moral. Cuando uno experimenta asco, esta emoción puede señalar que ciertos comportamientos, objetos o personas deben ser evitados con el fin de preservar su purity. La investigación ha establecido que cuando la idea o el concepto de limpieza se hace prominente entonces la gente hace juicios morales menos severos de los demás. A partir de este hallazgo en particular, se puede sugerir que esto reduce la experiencia de asco y la consiguiente amenaza de impureza psicológica disminuye la aparente gravedad de las transgresiones morales.